# Proscelotes
Proscelotes — рід сцинкоподібних ящірок родини сцинкових (Scincidae). Представники цього роду мешкають в Східній Африці.

## Види
Рід Proscelotes нараховує 3 види:
- Proscelotes aenea (Barbour(інші мови) & Loveridge, 1928)
- Proscelotes arnoldi (Hewitt, 1932)
- Proscelotes eggeli (Tornier, 1902)

## Етимологія
Наукова назва роду Proscelotes походить від сполучення префікса дав.-гр. προ — перед і наукової назви роду Scelotes Fitzinger, 1826.